# 王旭光
王旭光（1965年3月—），山东费县人，中华人民共和国法官、检察官，现任陕西省人民检察院检察长。

## 生平
他是山东大学法学专业的首届本科毕业生，后来毕业于中国人民大学，获民商法学博士。担任山东省济南市中级人民法院党组副书记、副院长、高级法官，山东省法学会民商法学研究会副会长，济南市法学会副会长。因担任薄熙来受贿、贪污、滥用职权一案审判长而受到关注。
2014年5月，调任最高人民法院立案二庭。2016年12月，任最高人民法院第三巡回法庭副庭长。2018年12月，任最高人民法院环境资源审判庭庭长。2020年8月，兼任最高人民法院审判委员会委员。2021年1月，調任陕西省人民检察院检察长。

## 出版物
- 《物权法适用疑难问题研究》 ISBN 978-7-209-04259-8
- 《有限责任公司股权纠纷司法实务精解》 ISBN 978-7-5093-4486-6
- 《劳动争议纠纷诉讼指引与实务解答》 ISBN 978-7-5118-3652-6